# Burg Schmalenstein
Die Burg „Schmalenstein“ ist eine abgegangene Wasserburg zwischen zwei Armen des Walzbaches bei einer Papiermühle am östlichen Ende von Weingarten im Landkreis Karlsruhe in Baden-Württemberg.
Die Burg wurde im 13. Jahrhundert von den Herren von Schmalenstein erbaut, 1262 erwähnt und im 17. Jahrhundert zerstört. Die ehemalige Burganlage bestand aus einer rechteckigen Kernburg, die von einer rechteckigen Wehrmauer völlig umgeben war, von der nur noch wenige Reste erhalten sind.